# Pic à ventre barré
Veniliornis nigriceps
Espèce
Statut de conservation UICN

 LC  : Préoccupation mineure
Le Pic à ventre barré ou Pic d'Orbigny (Veniliornis nigriceps) est une espèce d'oiseau de la famille des Picidae.